# وریشن (کاشاتاق)
وریشن (ارمنی: Վերիշեն؛ ترکی آذربایجانی: Vəlibəyli) یک منطقهٔ مسکونی در جمهوری آرتساخ است که در استان کاشاتاق واقع شده‌است